# ...And Then There Was X
...And Then There Was X è il terzo album in studio del rapper statunitense DMX, pubblicato il 21 dicembre 1999 dalle etichette discografiche Ruff Ryders Entertainment e Def Jam Recordings.
Le canzoni Angel, D-X-L (Hard White) e Good Girls, Bad Guys sono presenti nella colonna sonora del film Ferite mortali.

## Tracce
1. The Kennel (Skit) – 0:36
2. One More Road to Cross – 4:20 (Earl Simmons, Kasseem Dean)
3. The Professional – 3:35 (Earl Simmons, Anthony Fields)
4. Fame – 3:37 (Earl Simmons, Damon Blackman)
5. Alot to Learn (Skit) – 0:39
6. Here We Go Again – 3:52 (Earl Simmons, Michael Gomez)
7. Party Up (Up in Here) – 4:28 (Earl Simmons, Kasseem Dean)
8. Make a Move – 3:33 (Earl Simmons, Anthony Fields)
9. What These Bitches Want (feat. Sisqó) – 4:13 (Earl Simmons, Tamir Ruffin)
10. What's My Name? – 3:52 (Earl Simmons, Irving Lorenzo, Edward Hinson)
11. More 2 a Song – 3:42 (Earl Simmons, Anthony Fields)
12. Don't You Ever – 3:48 (Earl Simmons, Kasseem Dean)
13. The Shakedown (Skit) – 0:35
14. D-X-L (Hard White) (feat. The LOX & Drag-On) – 4:21 (Earl Simmons, Damon Blackman, Jason Phillips, David Styles, Sean Jacobs, Melvin Smalls)
15. Comin' for Ya – 4:02 (Earl Simmons, Kasseem Dean)
16. Prayer III – 1:59 (Earl Simmons)
17. Angel (feat. Regina Belle) – 5:07 (Earl Simmons, Irving Lorenzo)

Traccia bonus
1. Good Girls, Bad Guys (feat. Dyme) – 3:55 (Earl Simmons, Anthony Fields, Charly Charles, Randy Muller)

## Successo commerciale
...And Then There Was X ha esordito al 1º posto della Billboard 200 con 698 000 copie vendute, segnando il suo terzo album a raggiungere la prima posizione della classifica statunitense. L'album è rimasto 74 settimane in classifica ed è certificato 5 dischi di platino.

## Classifiche

### Classifiche settimanali
| Classifica (2000) | Posizione massima |
| ----------------- | ----------------- |
| Canada            | 6                 |
| Germania          | 46                |
| Paesi Bassi       | 64                |
| Stati Uniti       | 1                 |

### Classifiche di fine anno
| Classifica (2000) | Posizione |
| ----------------- | --------- |
| Stati Uniti       | 10        |